# EN251

## Pegões (Montijo) - Vimieiro (Arraiolos)

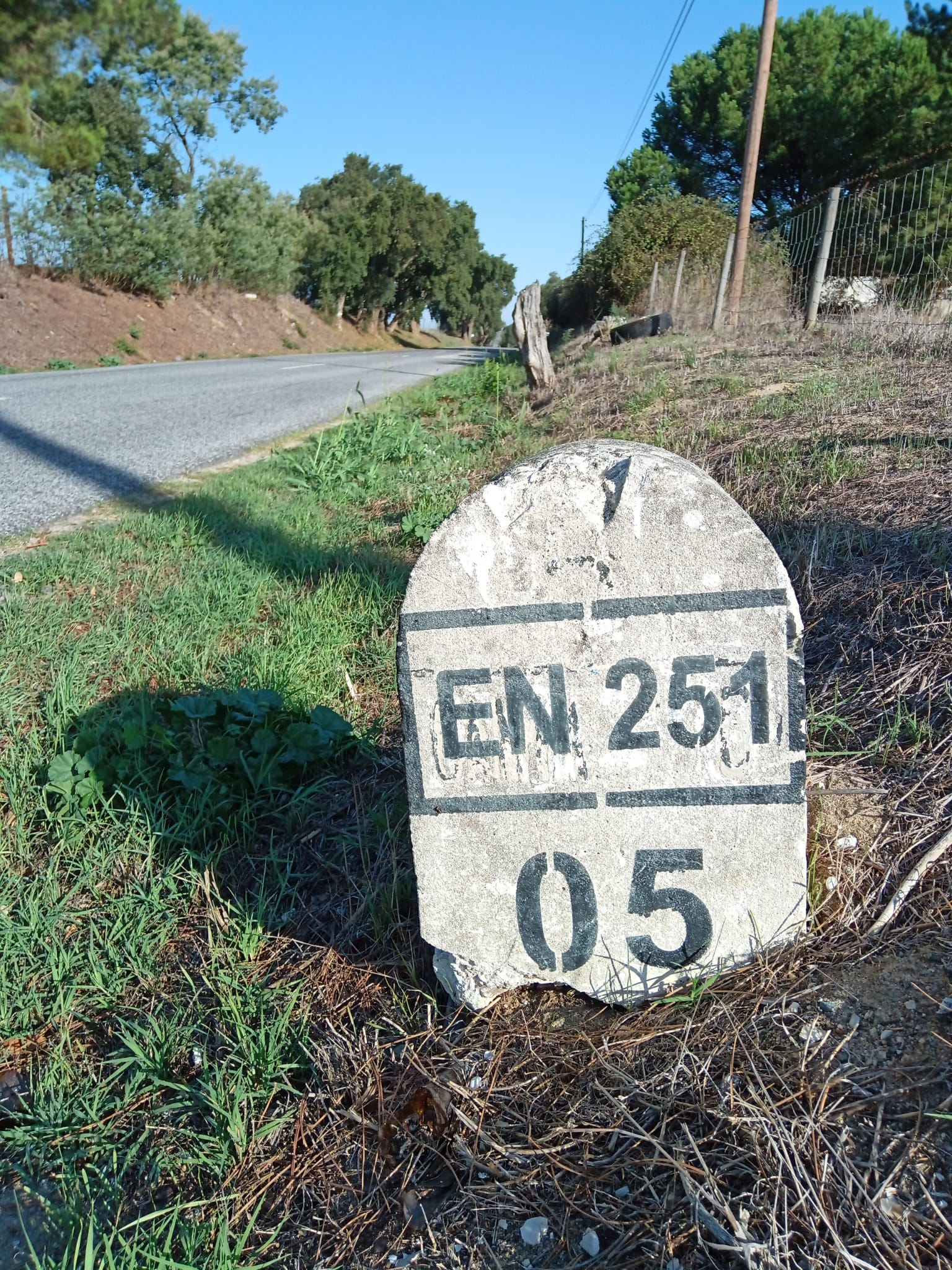
Marco miriamétrico, assinalando o trajecto da Estrada Nacional n.º 251

A EN 251 é uma estrada nacional que integra a rede nacional de estradas do Plano Rodoviário Nacional. 
A EN 251 - Estrada Grande lisboa ao Alentejo Central  é uma Estrada Nacional que integra a rede nacional de estradas do Plano Rodoviário Nacional em 99 km e com um desnível positivo de 1210m.
A EN 251 foi criada pelo Plano Rodoviário Nacional de 1985 (PRN 85 - Plano Rodoviário Nacional 1985), classificada em projeto como estrada nacional de 2º classe. A Estrada Nacional 251 liga Pegões -(Montijo)  a Vimieiro - (Arraiolos), no Distrito de Évora, passa pelas proximidades de Canha,Branca,Coruche,Couço,Mora,Pavia.

## Caracterização

### Pegões – Coruche (Cruzamento EN 119)
Este lanço de 33 km liga a Localidade de Pegões-cruzamento ao nó da EN119 em Coruche, os seus primeiros 4 km são partilhados pela EN10, até ao cruzamento para a vila de Canha, nesta vila cria a variante EN251-1 a cidade de Vendas Novas.
Após cruzar a ponte sobre o Rio Almansor torna-se numa estrada cénica de curvas suaves e pequenas colinas ao longo dos montado com pequenas localidades e vales.

### Coruche - Mora
Este lanço de 36 km, percorre grandes campos agrícolas do vale do Rio Sorraia partilhado em grande parte da sua extensão o percurso com a  EN119 indo ligar na Vila de  Mora a passagem da EN2

### Mora - Vimieiro
último lanço com 30 km de extensão, predominando as longas retas das estradas alentejanas passando pela vila Pavia (Mora) e terminando na localidade de Vimieiro (Arraiolos) entroncando na extensa EN4

## Percurso

### Montijo – Arraiolos(inclui troços desclassificados)
| Nome da saída/Localidade intermédia       | Município | Estrada que liga | Designação oficial |
| ----------------------------------------- | --------- | ---------------- | ------------------ |
| Pegões                                    | Montijo   | N 10             | N 251              |
| Canha                                     | Montijo   | N 251-1          | N 251              |
| Fazendas da Arriça                        | Coruche   |                  | N 251              |
| Fazendas das Figueiras - Branca (Coruche) | Coruche   |                  | N 251              |
| Malhada Alta                              | Coruche   |                  | N 251              |
| Azervadinha                               | Coruche   |                  | N 251              |
| Mora                                      | Mora      | N 2              | N 251              |
| Foros de Mora                             | Mora      |                  | N 251              |
| Pavia (Mora)                              | Mora      | ER 370           | N 251              |
| Vimieiro                                  | Arraiolos | N 4              | N 251              |

## Rota Estrada Nacional
A rota das estradas nacionais de Portugal é um movimento e uma lista de estradas recomendadas para viajar em 2 rodas, permitindo recolher e disfrutar de gastronomia, cultura e locais de significativo interesse.  
A   N 251  esta classificada como Rota Estrada Nacional

## Ramais
EN251-1: Canha - Vendas Novas

## Galeria

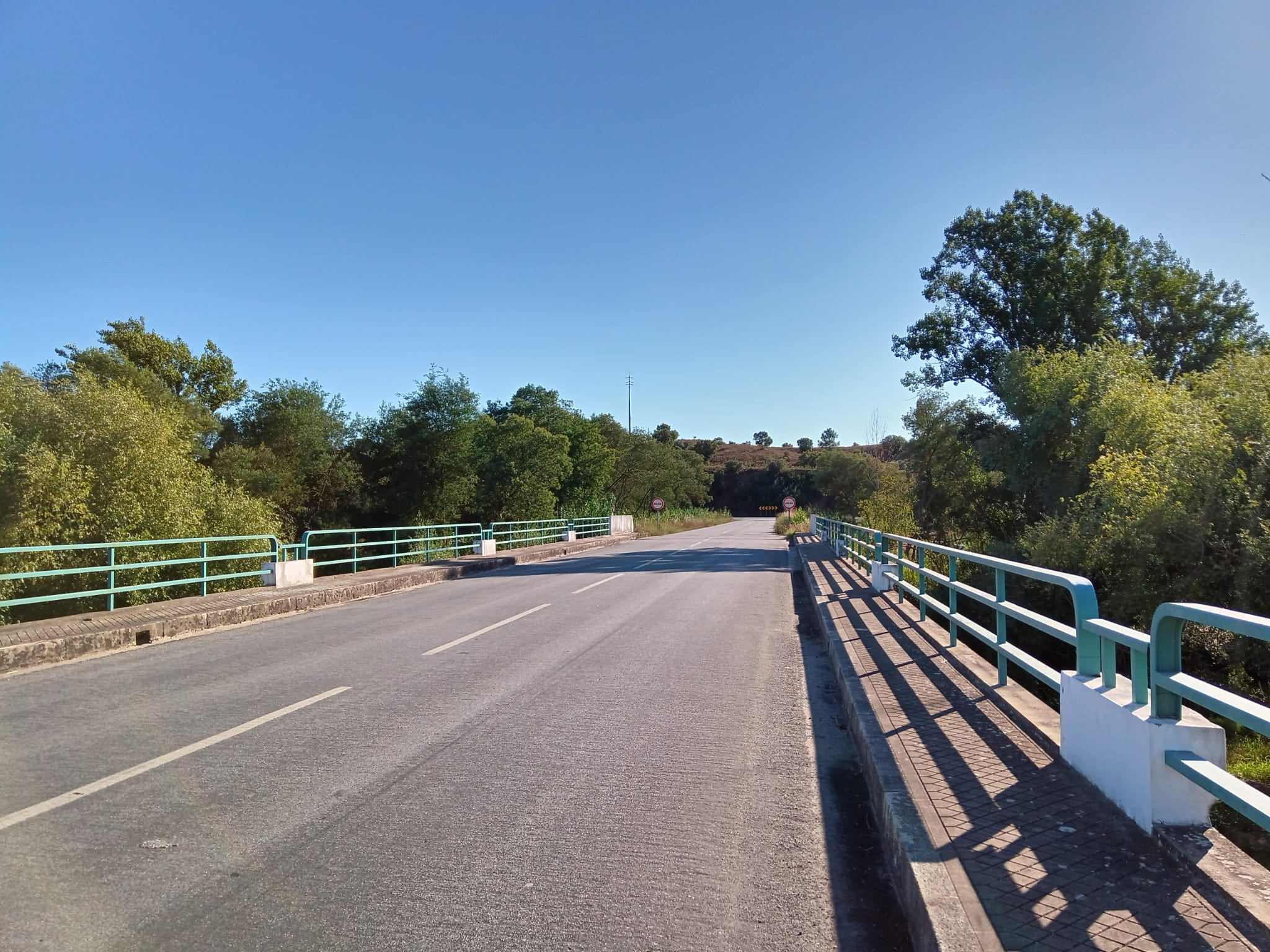
EN251 - Canha - Ponte sobre Rio Almansor
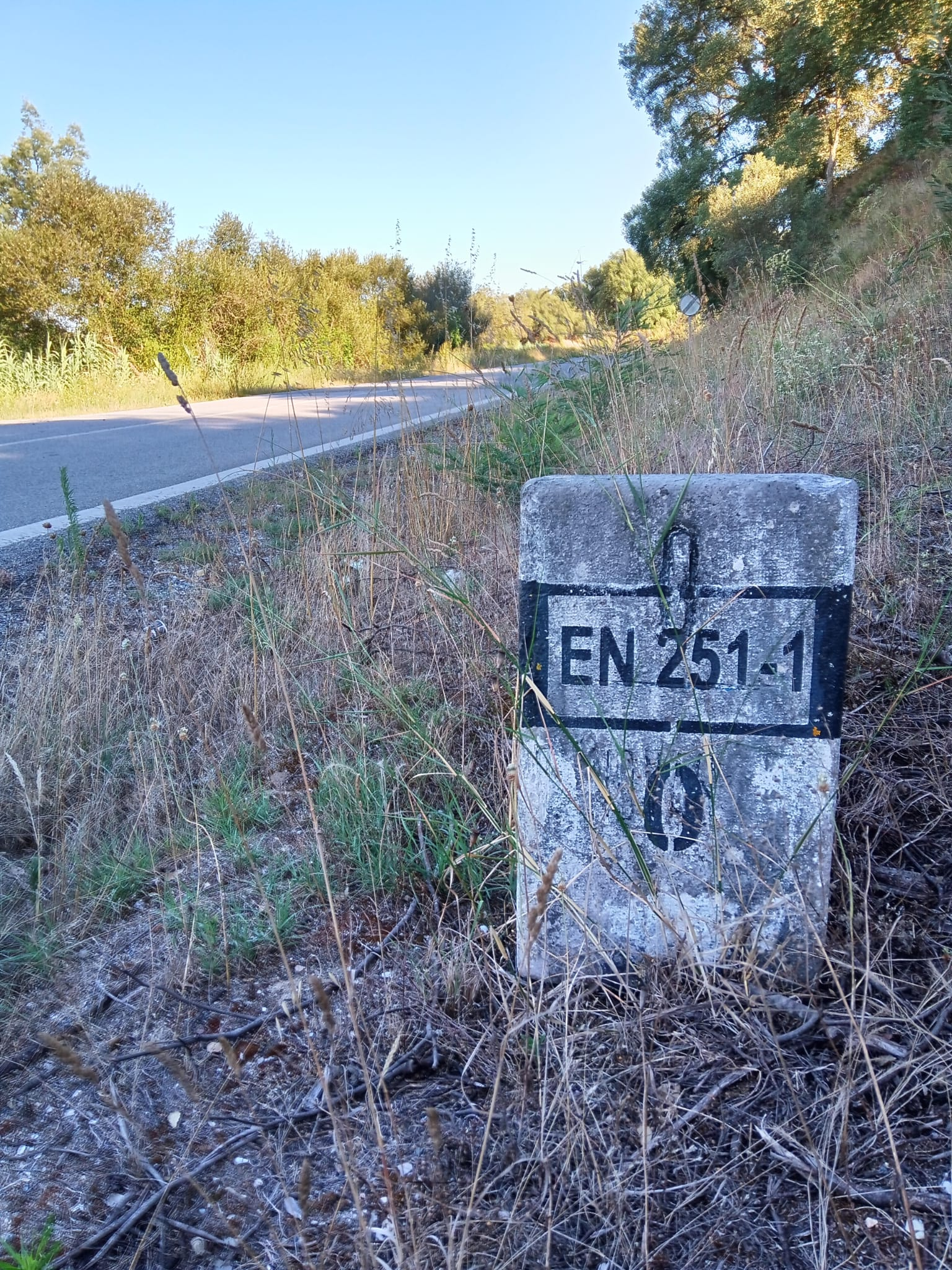
Marco EN251-1 - Canha - Km 0